# François Heutte
François Heutte (Chaumont-en-Vexin, 1938. február 21. –) francia válogatott labdarúgó.
A francia válogatott tagjaként részt vett az 1960-as Európa-bajnokságon.

## Sikerei, díjai
Egyéni
- Az Európa-bajnokság társgólkirálya (1): 1960 (2 góllal)